# Lipaugus
A Lipaugus a madarak osztályának verébalakúak (Passeriformes) rendjébe és a kotingafélék (Cotingidae) családjába tartozó nem.

## Rendszerezésük
A nemet Friedrich Boie német ornitológus írta le 1828-ban, jelenleg az alábbi fajok tartoznak ide:
- rozsdás piha (Lipaugus unirufus)
- Lipaugus lanioides
- Lipaugus ater[1] vagy Tijuca atra[2]
- Lipaugus conditus[1] vagy Tijuca condita[2]
- lármás kotinga (Lipaugus vociferans)
- Lipaugus streptophorus
- kardszárnyú kotinga (Lipaugus uropygialis)
- Lipaugus fuscocinereus
- Lipaugus weberi

## Előfordulásuk
Mexikóban, valamint Közép-Amerika és Dél-Amerika területén honosak. A természetes élőhelyük a szubtrópusi vagy trópusi erdők.

## Megjelenésük
Testhosszuk 22,5-33 centiméter közötti.

## Életmódjuk
Gyümölcsökkel és gerinctelenekkel táplálkoznak.